# John Edward Martin
Pour les articles homonymes, voir Martin.
John Edward Martin (20 septembre 1859, Shefford, Canada-Est, Province du Canada - 27 janvier 1929, Westmount, Québec, Canada) est un avocat, enseignant et juge anglo-québécois. Il a été bâtonnier du Québec.

## Origine et formation
John Edward Martin est le fils de Cone Beriah Martin, un fermier et de Catherine Cassidy,,. Aîné de sa famille, la fratrie Martin est aussi composée de Catherine Eunice Martin, Hollis Tyler Martin, le docteur Simeon Henry Martin, Carrie Emelie Martin, Marcus Cone Martin, Bertha Almeda Martin et enfin Howard Leslie Martin,.
John Edward Martin est d'abord éduqué dans le réseau d'écoles protestantes et anglophones du comté de Shefford, notamment à Waterloo,. Il poursuit ses études à l'Université McGill, où il étudie le droit et obtient une médaille d'excellence scolaire à la fin de son parcours, en 1883. En 1884, John Edward Martin est officiellement admis au Barreau du Québec.

## Carrière professionnelle
Peu de détails sont connus du début de carrière de John Edward Martin. Éventuellement, il entre en partenariat avec George Green Foster, John Augustine Mann, Carl Gordon MacKinnon et John Thomas Hackett et ils forment tous ensemble le cabinet d'avocat Foster, Martin, Mann, MacKinnon & Hackett. La plus ancienne mention de cette firme d'avocats dans les archives nationales du Québec remonte à 1910 dans une collection d'annuaire, et mentionne au passage que leur bureau est situé au 58, rue Metcalfe, à Montréal. La firme Foster, Martin, Mann, MacKinnon & Hackett cumule au moins une apparition devant la Cour suprême du Canada.
En 1903, John Edward Martin est créé Conseiller du roi.
En 1913, les membres du Barreau de Montréal élisent John Edward Martin au poste de bâtonnier de Montréal. En mai 1913, c'est l'entièreté des membres du Barreau du Québec qui votent en majorité pour l'élire en tant que bâtonnier du Québec pour le bâtonnat de 1913-1914.
Les années 1922 et 1923 marquent les dernières collaborations de John Edward Martin en tant que membre du cabinet d'avocat Foster, Martin, Mann, MacKinnon & Hackett.
En plus d'être membre honoraire de l'American Bar Association, John Edward Martin a aussi été vice-président de l'Association du Barreau canadien,. De 1927 à 1928, il en devient le président, le second à occuper ce poste après les 13 années de James Albert Manning Aikins à la tête de cette organisation.
Outre ses activités d'avocat, John Edward Martin est resté membre de la faculté de droit de l'Université McGill, où il enseigne notamment le droit commercial.

## Haute magistrature
En 1918, John Edward Martin est nommé en tant que juge puîné à la Cour du banc du roi, un poste qu'il occupe pendant quatre années jusqu'en 1922,,.
En 1922, sur recommendation de Lomer Gouin, John Edward Martin devient le juge en chef (ou encore le président) de la Cour supérieure du Québec, où il siège de 1922 à 1929,,. Son passage à la présidence de la Cour supérieure du Québec est marqué par une réorganisation majeure de l'administration de cette cour de justice, où certaines causes avaient plus de quatre ans de retard,.

## Vie privée et décès
En 1886, John Edward Martin épouse Nellie Helen Rebecca Rooney, avec qui il aura un enfant : Hugh Edward Martin,. À la suite du décès de sa femme en janvier 1909, il épouse en secondes noces Emily Violet Paterson en décembre 1910 - aucun enfant n'est connu du couple.
Le petit-fils de Martin, lui aussi appelé John Edward Martin en l'honneur de son grand-père, a servi durant la Seconde Guerre mondiale. Lieutenant du deuxième bataillon de la Black Watch of Canada, un régiment d’infanterie de la Première réserve de l'Armée canadienne, le jeune John Edward Martin est déployé sur le front de l'Ouest,. S'il est grièvement blessé à la jambe au mois de juillet 1944, en Normandie, il est impossible d'affirmer avec certitude si le lieutenant Martin a participé ou non à l'assaut désastreux de la crête de Verrières, où 300 des 320 Black Watch qui ont pris part à l'action ont trouvé la mort sous les balles allemandes,. D'abord placé sur la liste des « dangereusement malade » le 25 juillet 1944, il est ensuite listé en tant que « dangereusement blessé » le 29 août suivant. Le 10 avril 1945, le lieutenant John Edward Martin est officiellement placé sur la liste des invalides et obtient son congé de l'armée, médicalement inapte à poursuivre son service militaire.
Parmi les clubs desquels John Edward Martin est membre, on peut noter le club Mont-Royal, le club Forest and Stream, le club Canada, le club Country et le club Royal Montreal Golf. Durant la majeure partie de sa vie, il est domicilié au 374, Wood Avenue, à Westmount sur l'île de Montréal,.

Des problèmes de santé commencent à affliger le juge Martin en 1927,. Le 23 janvier 1929, John Edward Martin est cloué sur son lit, gravement atteint par la maladie qui le ronge,. C'est le 27 janvier 1929, dans son domicile de Westmount et entouré de ses proches, que John Edward Martin décède à l'âge de 69 ans,,. Un service funéraire s'est déroulé à 11h30 le jour suivant sa mort à l'église Saint-Georges de Montréal, une église anglicane,. À 12h30 le même jour, le corps du défunt juge est transporté à la gare Windsor de Montréal afin de l'acheminer vers le cimetière de Sweetsburg, aujourd'hui Cowansville, lieu de son dernier repos,.

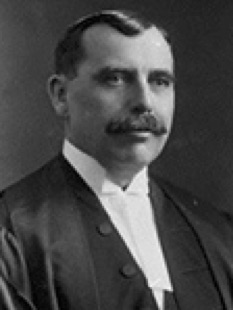
John Edward Martin, vers 1913.
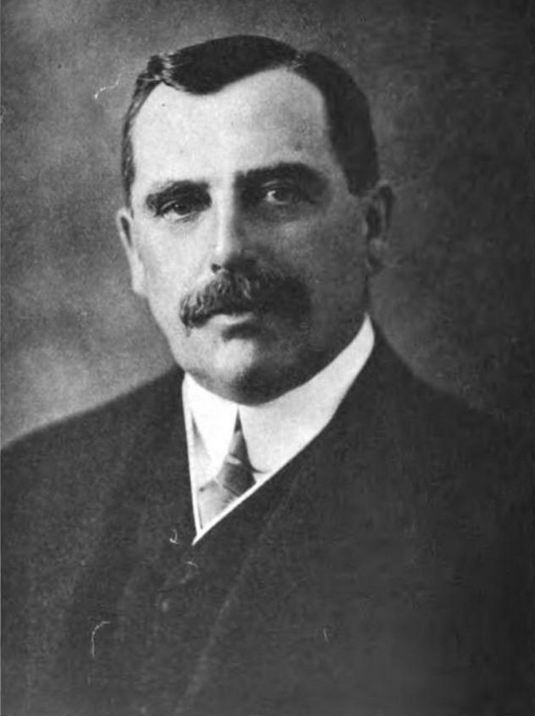
John Edward Martin, vers 1915.

## Hommages et distinctions

### Titre honorifique
- Conseiller du roi[5]

### Titre de civilité
- Monsieur le bâtonnier[9]

#### Droit
- Avocat, Juriste
- Droit au Québec, Droit civil
- Histoire du droit au Québec, XIXe siècle en droit au Québec, XXe siècle en droit au Québec|
- Système judiciaire du Québec, Loi du Québec
- Barreau du Québec, Bâtonnier du Québec
- Barreau de Montréal, Districts judiciaires du Québec
- Code civil du Bas-Canada, Code criminel du Canada